# Автомобилист (футбольный клуб, Баку)
«Автомобилист» — советский футбольный клуб из Баку. В 1976—1979 годах выступал в соревнованиях мастеров во второй лиге СССР.

## История
Основан не позднее 1976 года. В 1976 году дебютировал в соревнованиях мастеров во второй лиге СССР, заняв в дебютном сезоне восьмое место. В следующем сезоне показал свой лучший результат в истории, став седьмым, в обоих первых сезонах оказывался сильнейшим среди представителей Азербайджанской ССР в своей зоне. В следующих двух сезонах результаты несколько снизились, однако клуб по-прежнему оставался середняком второй лиги.
По окончании сезона 1979 года команда прекратила участвовать во второй лиге. О дальнейшем существовании клуба сведений нет.
Всего команда провела 172 матча в соревнованиях мастеров, из них в 72 победила и в 63 — проиграла.

## Достижения
- Во второй лиге СССР — 7-е место (в зональном турнире второй лиги 1977 год).

## Рекорды клуба
Самая крупная победа:
- 6:1 — «Арабкир» (Ереван), 1979
- 5:0 — «Динамо» (Батуми), 1977
- 5:0 — «Прогресс» (Кировабад), 1977

Самое крупное поражение:
- 1:6 — «Уралец» (Нижний Тагил), 1978
- 0:5 — «Гурия» (Ланчхути), 1979
- 0:5 — «Локомотив» (Самтредиа), 1979
- 0:5 — «Карабах» (Степанакерт), 1979

## Таблица выступлений
| Год  | Лига   | Место    | И  | В  | Н  | П  | Мячи  | Бомбардир              |
| ---- | ------ | -------- | -- | -- | -- | -- | ----- | ---------------------- |
| 1976 | Вторая | 8 из 20  | 38 | 16 | 11 | 11 | 49-30 | ?                      |
| 1977 | Вторая | 7 из 22  | 42 | 19 | 8  | 15 | 63-56 | Самедага Шихларов — 16 |
| 1978 | Вторая | 11 из 24 | 46 | 20 | 9  | 17 | 60-60 | Гахраман Алиев — 14    |
| 1979 | Вторая | 16 из 24 | 46 | 17 | 9  | 20 | 54-63 | ?                      |

## Известные игроки
В список включены футболисты, соответствующие критериям ВП:ФУТ
- Гахраман Алиев
- Машалла Ахмедов
- Искендер Джавадов
- Владимир Малахов
- Асим Худиев
- Самедага Шихларов

## Тренеры
- Али Абиль-Заде (1977)